# Frère Matthew

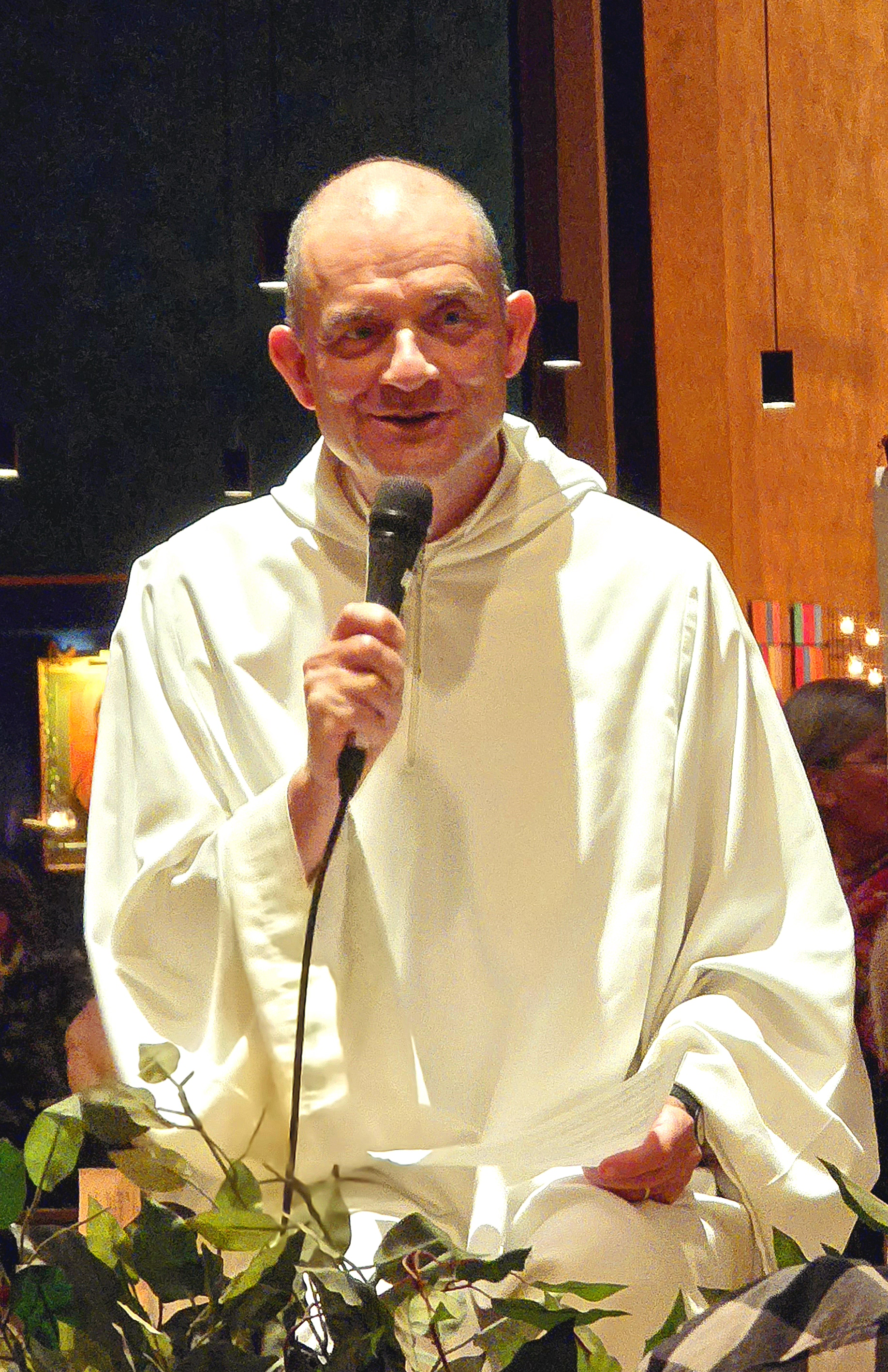
Frère Matthew

Frère Matthew (französisch frère „Bruder“; * 10. Mai 1965 in Pudsey, bürgerlich Andrew Thorpe) ist Mitglied der Communauté de Taizé und seit 2023 dritter Prior der Gemeinschaft.

## Biografie
Während seines Studiums in Sheffield besuchte er 1985 im Alter von 20 Jahren auf Einladung eines Kommilitonen zum ersten Mal Taizé. Berührt davon, einen Ort gefunden zu haben, an dem Glauben so anders gelebt wird als in seiner Heimatkirche, fasste er den Entschluss, sein altes Leben hinter sich zu lassen und sich der Gemeinschaft anzuschließen. Am 10. November 1986 trat er dem Orden bei, wobei er den Regeln von Taizé folgend auf jede Art von Besitz verzichtete und sich einem zölibateren Leben verpflichtete.
Am 2. Dezember 2023 übernahm er das Amt des Priors von Frère Alois, der seinen Rücktritt beschlossen und Frère Matthew zu seinem Nachfolger bestimmt hatte. In einem zweijährigen Prozess hatte Frère Alois den besten Kandidaten für diese Aufgabe erwählt. Die Amtsübergabe fand im Beisein vieler Kirchenvertreter wie Bischof Benoît Rivière, Metropolit Maximos sowie Vertretern der anglikanischen und der evangelischen Kirchen im Rahmen eines öffentlichen Abendgebets der Gemeinschaft statt.
Eine seiner Aufgaben als neuer Prior sieht Frère Matthew darin, Entscheidungen verstärkt gemeinsam mit seinen Brüdern zu treffen und neue Strukturen zu etablieren. Auch die Möglichkeit, dass Frauen der Gemeinschaft beitreten, schließt er langfristig nicht aus.
2022 bis 2023 nahm Frère Matthew an der römisch-katholischen Weltsynode in Rom teil, wo er gemeinsam mit 20 Kirchenleitern aus unterschiedlichen Kirchen eine Vigilfeier mit Papst Franziskus im Stil von Taizé organisierte. Am 18. März 2024 wurde er vom Papst zu einer Privataudienz geladen, bei der sie unter anderem über die europäischen Jugendtreffen von Taizé sprachen.